# Goran D. Kleut
Goran D. Kleut (* 4. November 1975 in Sydney, New South Wales) ist ein australischer Schauspieler.

## Werdegang
Der 1,98 m große Goran D. Kleut wurde in Sydney geboren und ist seit 2005 als Schauspieler aktiv. Seine erste Rolle spielte er in Star Wars: Episode III – Die Rache der Sith. Seitdem war er vor allem in Kurzfilmen und Serien aus seinem  Heimatland zu sehen. Ab 2012 wirkte er in größeren Rollen mit, darunter in der Serie Underbelly – Krieg der Unterwelt, Der große Gatsby, I, Frankenstein oder Hacksaw Ridge – Die Entscheidung.
2017 übernahm er Nebenrollen in Alien: Covenant und Pirates of the Caribbean: Salazars Rache. Neben seiner Schauspieltätigkeit ist er gelegentlich auch als Editor im Einsatz.

## Filmografie (Auswahl)
- 2005: Star Wars: Episode III – Die Rache der Sith (Star Wars: Episode III – Revenge of the Sith)
- 2006: Hotel Happens (Kurzfilm)
- 2007: Gabriel – Die Rache ist mein (Gabriel)
- 2008: Sea Patrol (Fernsehserie, Episode 2x12)
- 2009: The Swallow (Kurzfilm)
- 2011: The Tunnel
- 2012: Underbelly – Krieg der Unterwelt (Underbelly, Fernsehserie, 3 Episoden)
- 2013: Der große Gatsby (The Great Gatsby)
- 2014: I, Frankenstein
- 2014: Wyrmwood
- 2015: Infini
- 2016: Gods of Egypt
- 2016: Hacksaw Ridge – Die Entscheidung (Hacksaw Ridge)
- 2017: Miss Fisher Mysteries – Death at the Grand
- 2017: Skinford
- 2017: Alien: Covenant
- 2017: Pirates of the Caribbean: Salazars Rache (Pirates of the Caribbean: Dead Men Tell No Tales)
- 2020: Fantasy Island
- 2021: Wyrmwood: Apocalypse
- 2024: Furiosa: A Mad Max Saga